# 鹿港溪

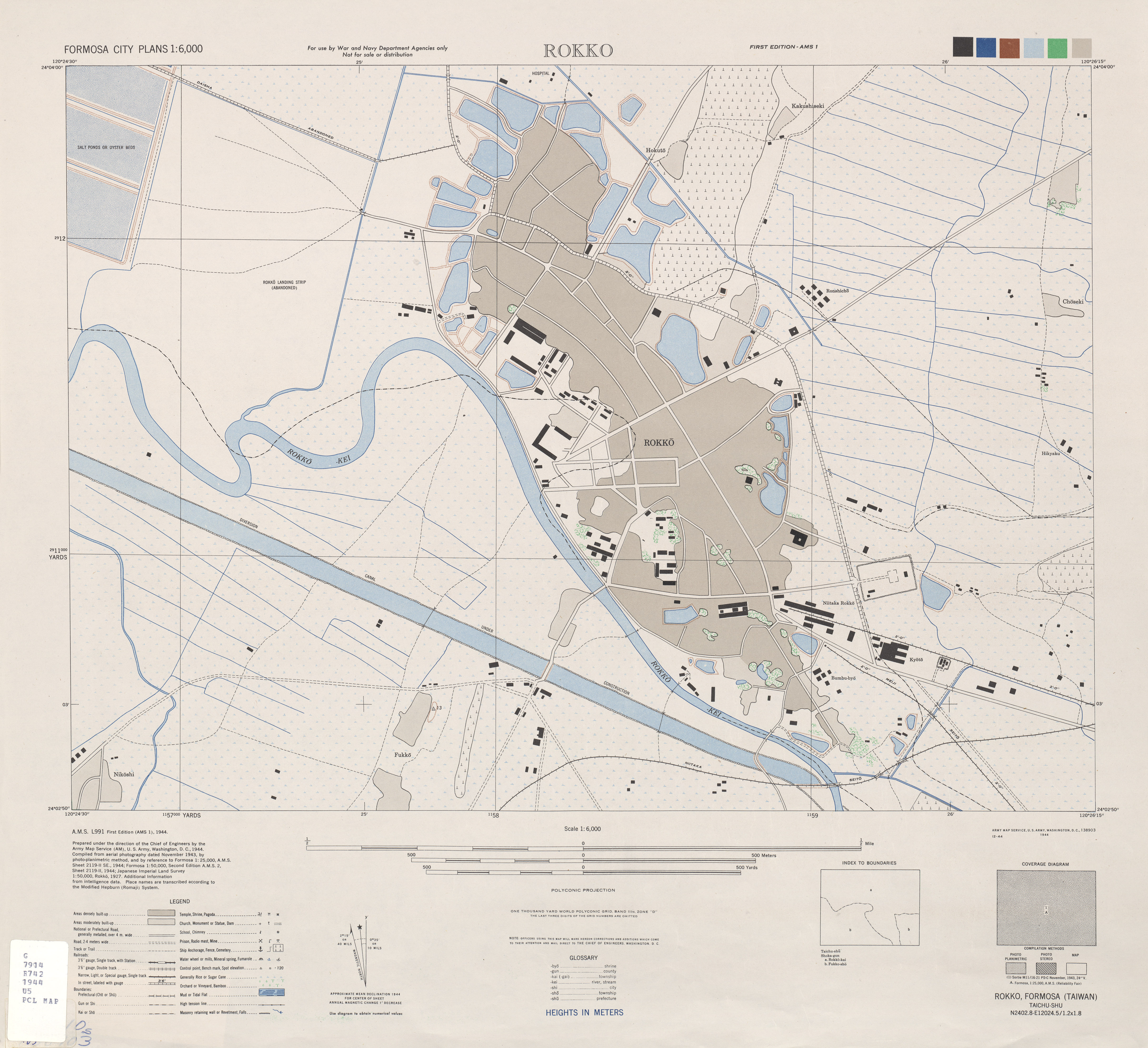
1944年美軍繪製的鹿港地圖，蜿蜒出海的鹿港溪和下方開挖中的排水道（員林大排水溝）

鹿港溪位於臺灣彰化縣，於鹿港鎮出海，其記錄最早可追溯至康熙三十四年（1695年）《臺灣府志》〈臺灣府總圖〉內的「鹿仔溪」，在鹿港的河道即今鹿港鎮成功路，經截彎取直後成為今復興南路南邊的「舊港溝」。
清代時鹿港港灣外原有一座浮嶼，名叫「烏魚寮」，為鹿港鎮立圖書館一帶，港灣可延伸到日茂行前，經泊仔寮、新宮口、埔頭、瑤林、九間厝、后宅、車圍、頂菜園、下菜園，最後到鹿港地藏王廟一帶。
鹿港港灣在道光年間已經嚴重淤積，道光十一年（1831年）重修鹿港龍山寺時大型船隻已無法進入，得靠小船過去接駁建材，之後咸豐與光緒年間經歷濁水溪氾濫後，鹿港港灣與烏魚寮之間的航道日漸縮小，到日治時期已成為港溝，明治三十七年（1904年）的臺灣堡圖上即將此港溝記為「鹿港溪」。
日治時期建設的員林大排水溝過臺灣溝後，鹿港段另挖新河道（福鹿溪）於褔興鄉二港村出海，主水流不再入原鹿港溪河道。

## 鹿港溪再現
鹿港國家歷史風景區計畫包含鹿港溪再現等子計畫，2018年工3月開工動土。2022年開放啟用水岸步道。